# Rimbach-près-Guebwiller
Rimbach-près-Guebwiller là một xã ở tỉnh Haut-Rhin trong vùng Grand Est ở đông bắc Pháp. Xã này có diện tích 4,84 km², dân số năm 1999 là 246 người. Khu vực này có độ cao 550 mét trên mực nước biển.